# Insiderhandel
Insiderhandel bedeutet im Finanzwesen die Verwendung von Insiderinformationen für Börsengeschäfte und ist ein Begriff des Finanzmarkts, speziell des Aktienmarkts. Insiderhandel ist in Deutschland und den meisten Mitgliedstaaten der Europäischen Union eine Straftat, da er die Funktionsfähigkeit des Kapitalmarkts beeinträchtigt.

## Rechtliche Regelung

### Verbot des Insiderhandels in Deutschland
Das Verbot des Insiderhandels enthält Art. 14 der am 2. Juli 2014 in Kraft getretenen Marktmissbrauchsverordnung (MMVO). Diese Norm verbietet mehrere Handlungsweisen: das Versuchen oder Tätigen eines Insidergeschäfts, das Verleiten oder Anstiften eines Dritten zur Vornahme eines Insidergeschäfts und die unrechtmäßige Offenlegung von Insiderinformationen. Ein Insidergeschäft liegt gemäß Art. 8 Absatz 1 Satz 1 MMVO vor, wenn jemand ein Finanzinstrument unter Nutzung einer Insiderinformation für eigene oder fremde Rechnung direkt oder indirekt erwirbt oder veräußert.
Die durch Art. 14 MMVO verbotenen Verhaltensweisen sind gemäß § 119 Abs. 3 des Wertpapierhandelsgesetzes (WpHG) jeweils mit Freiheitsstrafen bis zu fünf Jahren oder Geldstrafen bedroht.

#### Insider
Als Insider gilt, wer über eine kurserhebliche Information mit Bezug zu einem Insiderpapier oder dessen Emittenten verfügt, bevor diese Information öffentlich bekannt geworden ist.
Den Begriff des Insiderpapiers definiert Art. 2 Absatz 1 MMVO. Hiernach handelt es sich um ein Finanzinstrument, auf das eine der in Art. 2 Absatz 1 MMVO genannten Bedingungen zutrifft. Dies erfasst insbesondere Instrumente, die an einem organisierten Markt oder einem multilateralen Handelssystem gehandelt werden oder zu einer solchen Handelsplattform zugelassen werden sollen. In den Begriff integriert sind auch Rechte auf Zeichnung, Erwerb oder Veräußerung von Wertpapieren (Optionsgeschäft), Rechte auf Zahlung eines Differenzbetrages, der sich an der Wertentwicklung von Wertpapieren bemisst (Differenzgeschäfte), Terminkontrakte und Rechte auf Terminkontrakte auf Aktien- oder Rentenindizes oder Zinsterminkontrakte sowie sonstige Terminkontrakte, die zum Kauf oder Verkauf von Wertpapieren verpflichten (Termingeschäfte).
Nach der durch das Anlegerschutzverbesserungsgesetz im Jahr 2004 erweiterten Definition sind Insiderpapiere nunmehr auch solche Finanzinstrumente, deren Preis von börsengehandelten Finanzinstrumenten abhängt. Damit sind auch nicht an einer Börse gehandelte Werte, wenn deren Preis von börsengehandelten Finanzinstrumenten bestimmt wird, als Insiderpapiere erfasst.
Als Insider kommen beispielsweise Personen in Betracht, die am Kapital eines Unternehmens oder eines mit ihm verbundenen Unternehmens beteiligt sind, die aufgrund ihrer Tätigkeit im Unternehmen Kenntnisse erlangen (zum Beispiel Vorstandsmitglieder, Aufsichtsratsmitglieder), die wegen ihres Berufes oder ihrer Aufgabe Kenntnisse erlangen (zum Beispiel Rechtsanwälte, Notare, Wirtschaftsprüfer, Steuerberater, Unternehmensberater) oder die Insiderinformationen aufgrund der Vorbereitung oder Begehung von Straftaten erlangt haben.
Die frühere Einteilung des WpHG in Primärinsider, die bestimmungsgemäß kurserhebliche, nicht öffentlich bekannte Informationen erhalten, und anderen als Sekundärinsider bezeichneten Personen wird von Art. 7 MMVO nicht vorgenommen. Die Verbote der MMVO richten sich daher gleichermaßen an beide Insidergruppen. Weiterhin von Bedeutung ist diese Unterscheidung allerdings für die Rechtsfolgen, die an die Tat geknüpft sind.

#### Vorliegen einer Insiderinformation, Art. 7 MMVO
Der Begriff der Insiderinformation wird durch Art. 7 MMVO definiert. Hiernach handelt es sich um eine präzise Information über einen Umstand, der einen Bezug zu einem Wertpapieremittenten aufweist. Ferner muss die Information der Öffentlichkeit unbekannt sein sowie den Kurs des Wertpapiers erheblich beeinflussen können. Dies deckt sich im Wesentlichen mit dem früheren § 13 Absatz 1 Satz 1 WpHG.

##### Hinreichend präziser Umstand
Als Umstände kommen zum einen Tatsachen in Betracht. Tatsachen, die typischerweise eine Insiderinformation darstellen können, sind Übernahmeangebote, ein Forschungserfolg des Unternehmens, unerwartete Gewinnsteigerungen oder Großaufträge (diese führen in der Regel zu Kurssteigerungen), ein unerwarteter Gewinneinbruch, Insolvenzantrag wegen Zahlungsunfähigkeit oder Überschuldung (hierbei wird der Kurs regelmäßig fallen) sowie Unternehmensfusionen und Personalveränderungen. Daneben können Umstände auch Werturteile und Prognosen sein, soweit sie eine hinreichend präzise Tatsachengrundlage haben. Als hinreichend präzise gilt eine Information nach Art. 7 Absatz 2 Satz 1 MMVO, wenn man davon ausgehen kann, dass sie spezifisch genug ist, um den Kurs des Finanzinstruments zu beeinflussen, wäre sie allgemein bekannt. Dies trifft in der Regel nicht auf bloße Gerüchte zu. Etwas anderes kann gelten, wenn das Gerücht auf einer beweisbaren Tatsachengrundlage beruht.
Sofern ihr Eintritt hinreichend wahrscheinlich ist, können auch solche Umstände Insiderinformationen darstellen, die erst in der Zukunft eintreten, etwa der beabsichtigte Rücktritt eines führenden Managers. Eine hinreichende Wahrscheinlichkeit sah der Europäische Gerichtshof in der 2012 ergangenen Geltl-Entscheidung als gegeben an, wenn der Eintritt des Umstands vernünftigerweise vorhersehbar ist. Art. 7 Absatz 2 Satz 1 MMVO übernahm diese Definition.
Nach Art. 7 Absatz 3 MMVO können auch Zwischenschritte innerhalb eines mehrstufigen Entscheidungsprozesses Insiderinformationen darstellen. Von Bedeutung ist dies beispielsweise bei Unternehmenskäufen oder dem Rücktritt von Führungspersonen. Dieser Absatz knüpft an die Rechtsprechung des EuGH in der Rechtssache Geltl an.
Der Bundesgerichtshof fordert in einzelnen Fällen, dass die Information einen Drittbezug aufweisen muss. Hieran fehlt es, wenn sich die Information ausschließlich auf die Person des Insiders bezieht. Dies trifft beispielsweise auf persönliche Absichten zu, etwa die Absicht, ein Wertpapier in einem Börsenmagazin als zuverlässig zu empfehlen. Aufgrund dieses Kriteriums handelt es sich beim Scalping grundsätzlich nicht um ein Insidergeschäft. Es kann allerdings eine verbotene Marktmanipulation darstellen. Im Übrigen ist der Drittbezug aber kein zwingendes Kriterium mehr für eine Insiderinformation.

##### Emittentenbezug
Den notwendigen Emittentenbezug besitzt der Umstand nach Art. 7 Absatz 1 a MMVO, wenn er den Emittenten zumindest indirekt betrifft. Dies trifft insbesondere auf solche Umstände zu, die sich auf die geschäftliche oder finanzielle Situation des Emittenten beziehen. Daneben kann sich der Umstand auf das Wertpapier betreffen. Dies ist der Fall, wenn er sich auf den Handel mit dem Papier auswirkt.

##### Keine öffentliche Bekanntgabe
Eine Information gilt nur dann als Insiderinformation, wenn sie nicht öffentlich bekannt ist. Die öffentliche Bekanntheit liegt vor, wenn die Information durch einen unbestimmten Personenkreis zur Kenntnis genommen werden kann. Eine öffentliche Bekanntheit kann beispielsweise durch Veröffentlichung einer ad-hoc-Mitteilung geschaffen werden.

##### Kursbeeinflussungspotential
Eine Eignung zur Kursbeeinflussung besitzt die Information nach Art. 7 Absatz 4 MMVO, wenn sie durch einen verständigen Anleger bei seiner Anlagestrategie berücksichtigt würde.
Der BGH hat sich in seiner Entscheidung vom 27. Januar 2010 über Kriterien geäußert, die eine Insiderinformation als kurserheblich betreffen. Danach ließen sich feste Schwellenwerte nicht festlegen. Entscheidend sei eine individuelle Bewertung der Information aus ex-ante-Perspektive. An die Feststellung solcher kursrelevanten Umstände dürften angesichts der Vielzahl der neben der Tathandlung regelmäßig an der Preisbildung mitwirkenden Faktoren keine überspannten Anforderungen für einen Nachweis gestellt werden. Es sei nicht notwendig, Marktteilnehmer zu befragen. Stattdessen genüge es, Kursverlauf und Umsatz in den Blick zu nehmen.

#### Verbotene Verhaltensweisen, Art. 14 MMVO

##### Tatbestandsmäßige Handlungen
Art. 14 MMVO verbietet drei Handlungen: das Tätigen oder Versuchen von Insidergeschäften, das Empfehlen von oder das Anstiften zu Insidergeschäften sowie die unrechtmäßige Offenlegung von Insiderinformationen. Diese Verhaltensweisen waren bereits unter Geltung von § 14 WpHG unzulässig.
Ein Insidergeschäft liegt nach Art. 8 Absatz 1 MMVO vor, wenn jemand Finanzinstrumente kauft oder verkauft und hierbei eine Insiderinformation nutzt. Ein Verwenden liegt vor, wenn die Anlageentscheidung des Insiders durch die Information beeinflusst wird. Unzulässig ist somit beispielsweise das Kaufen oder Verkaufen eines Finanzinstruments nach Kenntniserlangung von einer Insiderinformation, die einen Bezug zu diesem Instrument aufweist. Anders als unter Geltung von§ 14 WpHG zählen nach Art. 8 Absatz 1 Satz 2 MMVO auch Stornierung und Änderung eines Auftrags in Bezug auf ein Finanzinstrument als Verwenden einer Insiderinformation. Sobald der Insider also Kenntnis von einem Umstand erlangt, verpflichtet ihn dies zum Stillhalten in Bezug auf das betroffene Finanzinstrument, bis der Umstand öffentlich bekannt wird.
Einen weiteren Fall des Insiderhandels stellt nach Art. 7 Absatz 1 d MMVO das Frontrunning dar. Hierbei führt ein Unternehmen Eigenaufträge durch und macht sich hierbei die Kenntnis von Informationen zunutze, die aus bereits erteilten Kundenaufträgen herrühren.

##### Ausnahmen vom Verbot
Nach Art. 5 Absatz 4 MMVO fällt eine Handlung nicht unter das Verbot des Insiderhandels, wenn sie im Rahmen eines Rückkaufprogramms oder einer Stabilisierungsmaßnahme erfolgt.
Weitere Ausnahmen vom Verbot des Art. 14 enthalten die Art. 9-11 MMVO. Hiernach sind zulässig etwa die Offenlegung von Insiderinformationen im Rahmen journalistischer Tätigkeit (Art. 10 Absatz 1 MMVO), die Marktsondierung (Art. 11 MMVO) und das Handeln als Market-Maker (Art. 9 Absatz 2 MMVO).
Ebenfalls vom Verbot ausgenommen ist nach Art. 9 Absatz 4 MMVO das Entscheiden über die Übernahme eines Unternehmens, nachdem dort eine Due-Diligence-Prüfung durchgeführt wurde. Bereits vor Einführung dieses Ausnahmegrunds bestand Einigkeit in der Rechtswissenschaft dahingehend, dass dieser aus wirtschaftlicher Sicht notwendige Prüfvorgang zulässig ist. Umstritten war lediglich, auf welchem Weg diese Ausnahme erreicht wird. Teilweise wurde die Kausalität zwischen der Kenntnis von der Insiderinformation und der Entscheidung verneint, da die Bereitschaft zum Kauf bereits vor Kenntniserlangung besteht. Andere nahmen mangels Sanktionswürdigkeit des Verhaltens eine teleologische Reduktion des § 14 WpHG vor.

#### Überwachung des Insiderhandels
Die Aufgabe der Insiderüberwachung ist es, Insiderhandel zu unterbinden. Hierzu sind in den westlichen Staaten nationale Börsen- und Wertpapieraufsichtsbehörden tätig. Ihr Ziel ist es auch, die Funktionsfähigkeit fairer Märkte für Wertpapiere und die Einhaltung der gesetzlichen Vorschriften zu sichern. Ein Element ihrer Überwachungsaufgaben ist dabei das Aufspüren und Verfolgen verbotener Insidergeschäfte.
Die Geschäfte in Insiderpapieren werden von der Bundesanstalt für Finanzdienstleistungsaufsicht (BaFin) täglich mit Hilfe von speziellen EDV-Programmen sowohl automatisiert als auch manuell auf auffällige Kursbewegungen oder verdächtige Umsätze hin untersucht. Diese filtern aus den täglichen Umsätzen an den Börsen sowie dem außerbörslichen Handel Auffälligkeiten heraus. Wertpapierdienstleistungsunternehmen, das sind beispielsweise Banken und Sparkassen, müssen Geschäfte, die den Verdacht begründen, dass damit gegen das Insiderhandelsverbot oder das Verbot der Kursmanipulation verstoßen wurde, dieser Behörde anzeigen.
Zur erleichterten Identifizierung von Insidern verpflichtet Art. 18 MMVO die Emittenten von Finanzinstrumenten dazu, Insiderlisten zu erstellen und auf Anfrage den Aufsichtsbehörden zuzusenden.
Auch das Börsengeschehen in den USA wird streng überwacht. Dort ist die bereits 1934 gegründete Securities and Exchange Commission (SEC), eine unabhängige Bundesbehörde in Washington (D.C.), neben der Börsenzulassung von Wertpapieren und dem Anlegerschutz auch für das Entdecken widerrechtlichen Insiderhandels zuständig. Auf sanften Druck dieser Behörde sind auch in Europa in den 80er-Jahren die Vorschriften verschärft worden.

#### Präventive Maßnahmen gegen Insiderhandel
Börsennotierte Unternehmen sind nach Art. 17 MMVO verpflichtet, Insiderinformationen zeitnah zu veröffentlichen, um einer möglichen Weiterverbreitung von Insiderinformationen an Dritte zuvorzukommen. Durch diese Pflicht zur Ad-hoc-Publizität soll verhindert werden, dass Dritte geheime Informationen zu ihrem Vorteil nutzen können.
Als weitere Maßnahme zur Prävention von Insidergeschäften wurde ab dem 1. Juli 2002 in § 15a WpHG die gesetzliche Pflicht eingeführt, Eigengeschäfte von Führungskräften unverzüglich mitzuteilen und diese Mitteilung (seitens der Gesellschaft) zu veröffentlichen. Im Zuge der Neuregelung des Marktmissbrauchsrechts durch die MMVO wurde § 15a WpHG durch Art. 19 MMVO abgelöst. Diese Regelung ergänzt die Meldepflicht um ein Verbot für Führungskräfte, innerhalb von 30 Tagen vor Ankündigung eines Zwischen- oder Jahresabschlusses mit Finanzinstrumenten des Emittenten, dem sie angehören, zu handeln.

### Europäische Union
Das europäische Insiderrecht beruhte bis zum 3. Juli 2016 auf der Marktmissbrauchsrichtlinie, die die Mitgliedstaaten dazu verpflichtete, inhaltlich vergleichbare Vorschriften zu erlassen. Die am 3. Juli 2016 in Kraft getretene MMVO löste die Richtlinie ab und wirkt als europäische Verordnung unmittelbar als Bestandteil der Rechtsordnung. Somit richtet sich das Insiderrecht in den Mitgliedstaaten direkt nach der MMVO. Dem nationalen Recht vorbehalten bleiben allerdings die Sanktionen, die an Verstöße gegen die MMVO geknüpft sind.

### Schweiz
Das Schweizer Insidergesetz entstand 1988. In den ersten 14 Jahren kam es insgesamt zu zwölf Verurteilungen, mittlerweile sind es mehr als zwei pro Jahr.

### USA
Die USA gelten als „Mutterland“ des Insiderhandelsverbots. Bereits Anfang der 1930er Jahre wurde im Rahmen der Kapitalmarktgesetzgebung auch der Insiderhandel als Regelungsproblem wahrgenommen und diskutiert. Mit dem Securities Exchange Act von 1934 wurde das Verbot erstmals normiert. Die dem US-amerikanischen Insiderhandelsverbot zugrundeliegenden Regelungsansätze unterscheiden sich jedoch immer noch von dem europäischen Konzept. Nach dem europäischen Konzept dienen die Verbote dem Kapitalmarktschutz. In den USA herrschte bislang die Theorie vor, die Ausnutzung von Insiderwissen stelle einen Treuebruch gegenüber den übrigen Marktteilnehmern dar („fiduciary duty theory“). Neuerdings folgt das amerikanische Insiderrecht der „misappropriation theory“, nach der Insiderhandel eine untreueähnliche Handlung ist: Der Insider „veruntreut“ die Insiderinformation gegenüber dem Emittenten. Mit diesem Ansatz ist das amerikanische Insiderverbot gesellschaftsrechtlich ausgerichtet.
| Insider           | Urteil vom     | Haftstrafe                          | Geldstrafe                                    |
| ----------------- | -------------- | ----------------------------------- | --------------------------------------------- |
| David S. Brown    | September 1986 | 30 Tage                             | -                                             |
| Ilan K. Reich     | Oktober 1986   | 1 Jahr                              | -                                             |
| Ira B. Sokolow    | November 1986  | 1 Jahr                              | -                                             |
| Dennis B. Levine  | Februar 1987   | 2 Jahre                             | 362.000 US-Dollar                             |
| Robert M. Wilkis  | Februar 1987   | 1 Jahr                              | -                                             |
| Ivan F. Boesky    | Dezember 1987  | 3 Jahre                             | 100 Mio. US-Dollar                            |
| Boyd L. Jeffries  | Juli 1989      | -                                   | 250.000 US-Dollar                             |
| Paul A. Bilzerian | September 1989 | 4 Jahre                             | 1,5 Mio. US-Dollar                            |
| Robert M. Freeman | April 1990     | 4 Monate                            | 1 Mio. US-Dollar                              |
| Martin A. Siegel  | Juni 1990      | 2 Monate                            | -                                             |
| John A. Mulheren  | November 1990  | 1 Jahr                              | 1,7 Mio. US-Dollar                            |
| Michael Milken    | November 1990  | 10 Jahre, nach 22 Monaten entlassen | 600 Mio. US-Dollar                            |
| Raj Rajaratnam    | Oktober 2011   | 11 Jahre                            | 10 Mio. plus 53,8 Mio. US-Dollar Gewinnabgabe |

Quelle: Facts on File. World News Digest 1990.

## Insiderhandel in der Praxis
Eines der wenigen und gleichzeitig bekanntesten Beispiele für aufgedeckten Insiderhandel in Deutschland war die Ausnutzung eines Informationsvorsprungs durch den damaligen IG-Metall-Chef Franz Steinkühler im Jahre 1993. Als Aufsichtsratsmitglied der Daimler-Benz AG war ihm bekannt, dass ein Umtausch von Mercedes-Aktien in Daimler-Aktien bevorstand. Es war für ihn absehbar, dass mit Bekanntwerden dieser Information der Kurs der Mercedes-Aktie deutlich ansteigen werde. Er empfahl deswegen Verwandten den Kauf dieser Aktie. Gerichtliche Folgen hatte diese Aktion nicht, da erst ab 1. August 1994 die Ausnutzung von Informationsvorteilen im Aktienhandel unter Strafe gestellt wurde. Etwa ein Jahr nach Inkrafttreten der Strafbestimmung wurde in Deutschland das erste Verfahren wegen Insidergeschäften vor Gericht publik.
Der größte bis dato bekannte Insiderhandel wurde im Oktober 2009 in den USA aufgedeckt, als das FBI nach dreijährigen Telefonabhöraktionen sechs mutmaßliche Komplizen festnahm, welche durch Insiderhandel etwa 20–25 Millionen US-Dollar erwirtschaftet haben sollen. Die Festgenommenen waren hochrangige Mitarbeiter großer börsennotierter Firmen, unter ihnen Robert Moffat (IBM Global System and Technology Vorstand und Senior Vice President), Rahiv Goel (Intel), die beiden Hedgefonds-Manager Danielle Chiesi und Mark Kurland (Bear Stearns), der Milliardär Raj Rajaratnam (mutmaßlicher Haupttäter, tätig beim Hedgefonds Galleon) sowie Anil Kumar (ein Direktor von McKinsey & Company). Es sollen Insiderinformationen über Firmen wie Google, Sun Microsystems, IBM, AMD, Moody’s, Hilton Hotels, Peoplesupport und Polycom verwertet worden sein. Rajaratnam wurde deshalb und wegen Verschwörung verurteilt und das Strafmaß im Oktober 2011 auf elf Jahre Freiheitsstrafe festgelegt. Zuvor waren bereits bis Mai 2011 34 Komplizen verurteilt worden.
Ein in Deutschland bekannter Fall von Insiderhandel betraf im Jahr 2000 die Firma Infomatec.